# Crumomyia hissarica
Crumomyia hissarica är en tvåvingeart som beskrevs av Kuznetzova 1993. Crumomyia hissarica ingår i släktet Crumomyia och familjen hoppflugor. Inga underarter finns listade i Catalogue of Life.